# Zabajkale

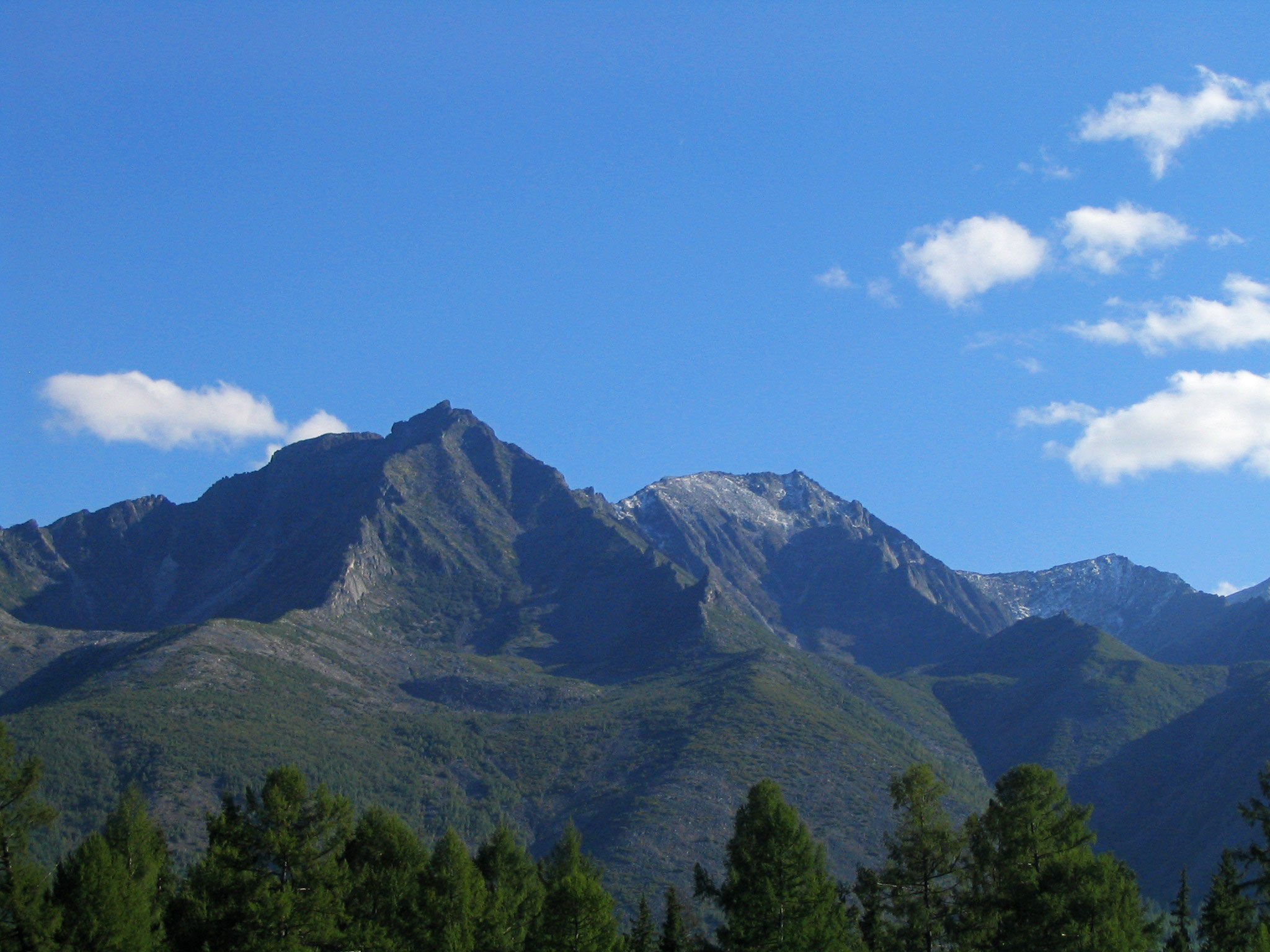
Góry Stanowe

Zabajkale (ros.: Забайкалье, Zabajkalje) – górska kraina w azjatyckiej części Rosji na wschód od jeziora Bajkał. Rozciąga się prawie 1000 km między Górami Patomskimi i Północnobajkalskimi na północy a granicą Rosji z Mongolią i Chinami na południu oraz ponad 1000 km między Bajkałem na zachodzie a połączeniem Szyłki i Argunu na wschodzie.
Przeważają tereny wyżynne i górskie. Na przemian z pasmami górskimi (m.in. Góry Daurskie, Góry Małchańskie, Olokmiński Stanowik) występują liczne kotliny (m.in. Barguzińska, Górnoangarska, Mujsko-Kuandyńska). W centralnej części regionu znajduje się rozległy Płaskowyż Witimski, a w części północnej i zachodniej ciągną się silnie rozczłonkowane pasma Gór Stanowych: Kodar, Góry Kałarskie oraz Północno– i Południowomujskie.
Region leży w strefie klimatu umiarkowanie chłodnego, skrajnie kontynentalnego. Zimy są długie, mroźne i surowe; średnia temperatura stycznia wynosi –23 °C na południu i –33 °C na północy oraz południowym wschodzie; najniższa zanotowana temperatura wynosiła –58 °C. Średnia temperatura lipca wynosi 10–20 °C w kotlinach (maksymalnie 37 °C) i 5–7 °C w górach. Ilość opadów wzrasta z południowego wschodu w kierunku północno-zachodnim. Roczna suma opadów w kotlinach wynosi 250–300 mm, a wyższych partiach gór ok. 700–1000 mm. Powszechnie występuje wieczna zmarzlina.
Rzeki Zabajkala należą do dorzeczy Jeniseju (m.in. Górna Angara, Barguzin, Selenga), Leny (m.in. Witim, Olokma) i Amuru (Szyłka, Argun). Zabajkale tworzy dział wodny zlewisk Oceanu Arktycznego (dorzecza Jeniseju i Leny) i Oceanu Spokojnego (dorzecze Amuru). Jeziora występują nielicznie; największe – Bajkał, Barun-Toriej, Zun-Toriej, Bolszoje Jerawnoje, Baunt, Gusinoje położone są w kotlinach. Występują także jeziora termokrasowe i słone (na obszarach bezodpływowych).
Niskie góry i równiny na południowym zachodzie pokryte są trawiastymi stepami. Na obrzeżach kotlin śródgórskich i na skłonach do wysokości 1000–1200 m n.p.m. przeważają lasy brzozowe, modrzewiowe i osikowe; w wyższych partiach (do 1900 m n.p.m. na południu i 1400 m n.p.m. na północy) występuje tajga (modrzew dahurski z domieszką sosny). Powyżej 1600–2000 m n.p.m. dominują zarośla kosolimby, tundra górska, na południu – lasy brzozowo-modrzewiowe i sosnowe. W górach występują łosie, piżmowce, jelenie, niedźwiedzie; szczególnie cenione ze względu na futra są wiewiórki i sobole. Na niezalesionych szczytach i zboczach spotykane są renifery, koziorożce i dzikie owce. Część obszarów znajduje się pod ochroną (m.in. Park Narodowy „Kodar”, Park Narodowy „Czikoj”, Park Narodowy „Ałchanaj”, Zabajkalski Park Narodowy, Bajkalski Rezerwat Biosfery, Barguziński Rezerwat Biosfery, Rezerwat Witimski, Sochondyński Rezerwat Biosfery, Rezerwat przyrody „Dżerginskij”).
Na Zabajkalu występują złoża węgla brunatnego, rud cyny, wolframu i molibdenu, złota.